# Guilford (Connecticut)
Guilford – miasto w Stanach Zjednoczonych, w stanie Connecticut, w hrabstwie New Haven.